# Idionyx montana
Idionyx montana är en trollsländeart som beskrevs av Karsch 1891. Idionyx montana ingår i släktet Idionyx och familjen skimmertrollsländor. IUCN kategoriserar arten globalt som otillräckligt studerad. Inga underarter finns listade i Catalogue of Life.